# 1443년

## 연호
- 명(明) 정통(正統) 8년
- 일본(日本) 가키쓰(嘉吉) 3년
- 후 레 왕조(後黎朝) 다이호아(大和) 원년

## 기년
- 명(明) 영종 정통제(英宗 正統帝) 8년
- 조선(朝鮮) 세종(世宗) 25년
- 후 레 왕조(後黎朝) 인종(仁宗) 원년

## 사건
- (음력) 12월 - 훈민정음이 조선에서 창제되었다.[1]

## 탄생
- 12월 5일 - 제216대의 교황 교황 율리오 2세. (~?)

### 미상
- 조선 시대 전기의 무관, 척신 남이. (~1468년)

## 사망
- 7월 21일 - 일본의 쇼군 아시카가 요시카쓰. (1434년~)